# Corporación Universitaria Reformada
La Corporación Universitaria Reformada es una institución de educación superior de carácter privado situada en la ciudad de Barranquilla, Colombia. Cuenta con personería jurídica, mediante la resolución 1021 del 14 de mayo de 2002, aprobada por el Ministerio de Educación Nacional. Fue fundada por la Iglesia Presbiteriana de Colombia a mediados del año 2000, cumpliendo en un principio, con funciones sociales y culturales.
La institución ofrece once programas de pregrado. Cuenta con su propia revista llamada Realitas, que presenta artículos de reflexión y teorías, además de artículos investigativos. Cuenta con convenios de otras instituciones superiores del ámbito religioso. Uno de los principales objetivos de la institución universitaria es ofrecer servicios educativos, culturales y sociales fundamentados en la Ley 30 de 1992. Asimismo, es una de las universidades evangélicas que ha documentado directamente la «memoria colectiva, social e histórica de las comunidades de fe» en Colombia.
Es una de las pocas universidades protestantes de América del Sur. Está afiliada a la Asociación Colombiana de Universidades.

## Programas
Pregrado
- Música
- Teología
- Psicología
- Derecho
- Licenciatura en Bilingüismo: Español e Inglés
- Contaduría Pública
- Administración de Empresas
- Administración Marítima y Portuaria
- Ingeniería Industrial
- Ingeniería Informática
- Ingeniería Ambiental
- Ingeniería Biomédica